# Gofre de papa

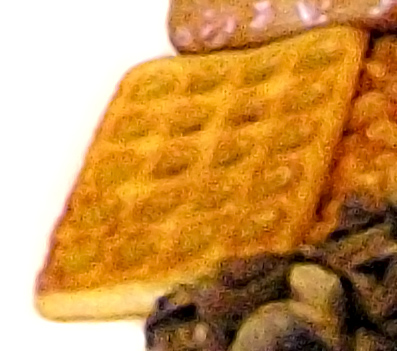
Un gofre de patata

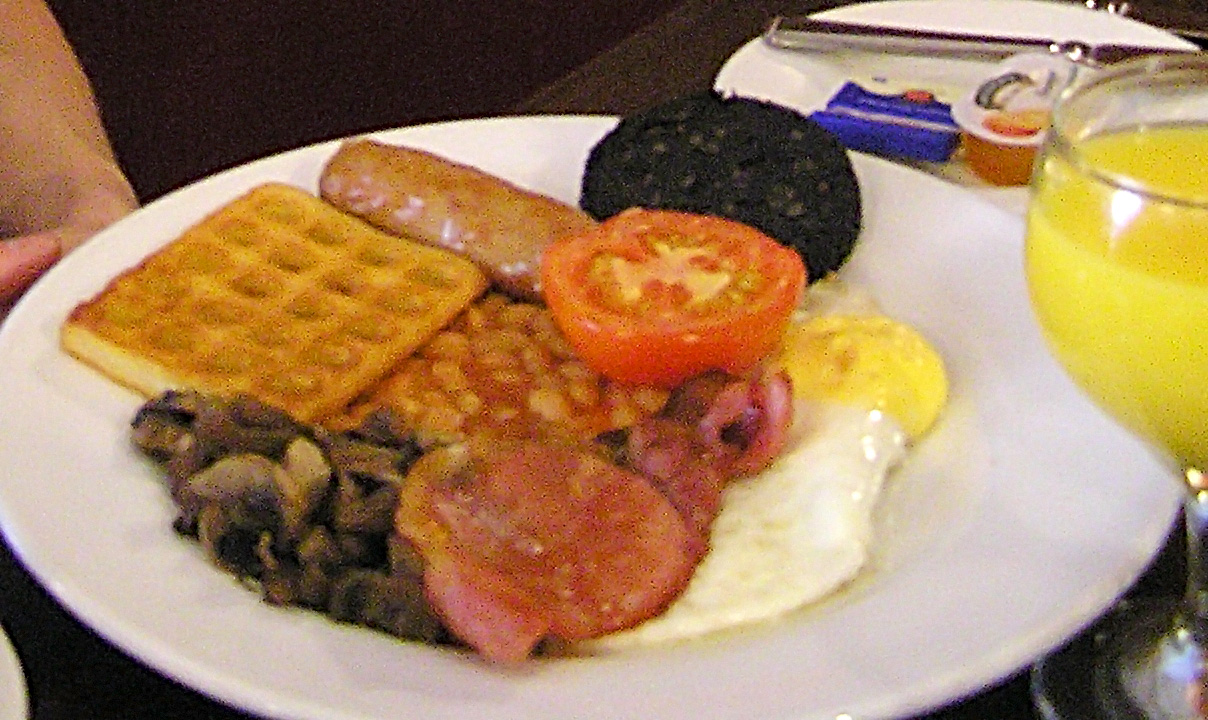
Un gofre de patata, en el extremo izquierdo, como parte de un full breakfast.

El gofre de patata o gofre de papa es un plato salado a base de patata elaborado como un gofre con forma de celosía. Son comunes en el Reino Unido e Irlanda y también se encuentran en otros países.
Se elaboran a partir de patata reconstituida, aceite y condimentos. Pueden hornearse, asarse, prepararse como una tostada o freírse, y se usan como acompañamiento o aperitivo. Se venden congelados y son producidos por varias marcas de congelados incluyendo Birds Eye y McCain Foods.